# Osterkirche (Frankfurt am Main)

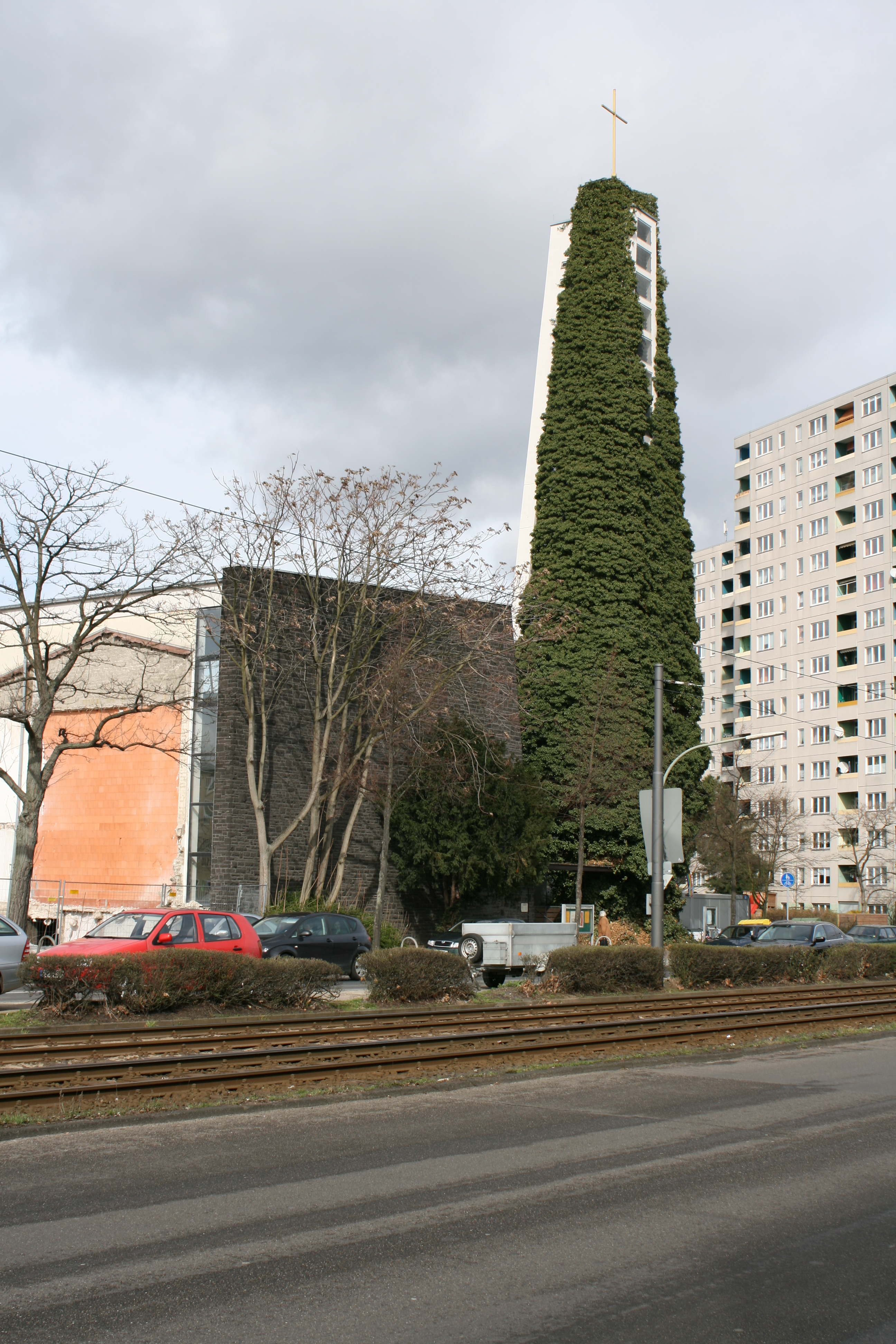
Die Osterkirche

Die Osterkirche ist eine Kirche im Frankfurter Stadtteil Sachsenhausen.
Sie wird von der evangelischen Maria-Magdalena-Gemeinde genutzt, die zur Evangelischen Kirche in Hessen und Nassau (EKHN) gehört. Die Maria-Magdalena-Gemeinde entstand 1998 durch Zusammenschluss der Ostergemeinde und der benachbarten Lukasgemeinde. Außerdem finden hier Gottesdienste der koreanischen Kirchengemeinde Young Rock statt.
Die an der Mörfelder Landstraße gelegene Kirche wurde 1958/59 nach dem Entwurf des Architekten Rudolf Schanty (Architekturbüro Schlempp und Schanty) erbaut und am 15. November 1959 eingeweiht. Zwischen dem 1. Juli 2007 und dem 8. April 2012 war die Kirche für den geplanten Umbau geschlossen. Der Umbau zu einem Gemeindezentrum begann im Winter 2010 und konnte, abgesehen von Nacharbeiten, mit der Baufertigstellungsanzeige am Karsamstag 2012 abgeschlossen werden. Nach der Ostermorgenfeier und der Konfirmation, fanden ab 3. Juni 2012 wieder regelmäßig Gottesdienste in der Osterkirche statt. Kennzeichnend ist ihr bis zur Spitze dicht mit Efeu bewachsener Turm.

## Baugeschichte
Das rechteckige Kirchenschiff ist nach Südosten ausgerichtet. Die Giebelwände sind außen mit anthrazitfarbenem Bruchstein (Tuff) bekleidet, die Altarwand auch auf der Innenseite. Die Längswände sind durch vertikale Fensterbänder von den Giebelwänden getrennt. Die südöstliche, geneigte Längswand ist zusätzlich
durch ein horizontales Fensterband vom Pultdach der Kirche gelöst. Lochfenster mit farbiger Verglasung sind in freier Komposition über die gesamte Wandfläche der geneigten Wand verteilt. Gegenüber dem großen, drei Stufen erhöhten Altarbereich befindet sich eine eingestellte Empore für Orgel und Chor.
Der Eingang zur Osterkirche befand sich ursprünglich an der Nordecke der nordwestlichen Längswand. An dieser Seite befand sich auch das Gemeindehaus der Kirchengemeinde mit Gruppenräumen, Gemeindebüro, sowie Sakristei, Sanitär- und Nebenräumen der Kirche. Bei Bedarf (große Kirchenfeste) konnte der Saal des Gemeindehauses zum Kirchenraum hin geöffnet werden und dadurch die Fläche für zusätzliche Gottesdienstbesucher erweitert werden.
Über die Jahrzehnte verlor die Ostergemeinde viele Gemeindemitglieder in Folge des demographischen Wandels und durch Kirchenaustritte, der Gebäudebestand war stark renovierungsbedürftig und flächenmäßig für die zahlenmäßig geschrumpfte Gemeinde viel zu groß geworden. Der Evangelische Regionalverband empfahl daher die Fusion mit der benachbarten Lukasgemeinde und den Abriss von Kirche, Gemeindehaus und Kindertagesstätte.
1998 fusionierten die beiden Kirchengemeinden zur evangelischen Maria-Magdalena-Gemeinde.
Nur durch anhaltenden Widerstand engagierter Gemeindemitglieder und des Kirchenvorstands konnte der Abriss der schönen und für die Architektur der 50er Jahre so typischen Kirche verhindert werden.
Der größte Teil des Grundstücks wurde jedoch von einem Projektentwickler übernommen, der dort einen Wohnkomplex mit Supermarkt und Sparkasse erbauen ließ.
Mit Ausnahme des reinen Kirchenschiffs und des Kirchturms wurden daher alle auf dem Grundstück befindlichen Immobilien der Kirchengemeinde abgerissen. Die Kindertagesstätte wurde als Ersatzneubau im Sockelgeschoss der Wohnbebauung durch den Investor neu errichtet und an die Kirchengemeinde vermietet.

### Beschreibung des Umbaus, der inneren Erweiterung und Neugestaltung
Die Osterkirche sollte auch weiterhin in erster Linie zu gottesdienstlichen Zwecken genutzt werden. Die für die Gottesdienstnutzung notwendigen Nebenräume wie Sakristei, kleines Stuhllager, Toiletten, Teeküche und Gruppenraum, die durch die Abrissmaßnahmen entfallen waren, mussten daher nun innerhalb der Kirche neu entstehen. Auch die gesamte Haustechnik (sie war ebenfalls vor- wiegend im Abrissbereich) musste erneuert werden. Mit der Konzeption und Planung des Umbaus wurde das Architekturbüro Gottstein + Blumenstein Architekten BDA, Darmstadt beauftragt.
Mangels ausreichender Finanzierung beschränkte sich der Umbau auf ein Minimum:
Die Orgelempore blieb in ihrer Größe unverändert. Die bisherige Zugangstreppe zur Empore an der Kirchenrückwand wurde durch eine neue ebenfalls einläufige Treppe an der Vorderseite der Empore ersetzt, dadurch entstand die Möglichkeit, den Freiraum unter der Empore komplett mit Einbauten zu versehen.
Neben der Wiedernutzbarmachung und der Behebung baulicher Mängel sollte die Kirche aber auch an die heutigen Anforderungen besser angepasst werden.
Der Gruppenraum kann z. B. für Kindergottesdienste, Chorproben, Andachten oder kleine Gottesdienste im Winter (wenn eine Aufheizung der Kirche sehr kostspielig ist) genutzt werden. In der Teeküche werden Getränke gelagert und Geschirr gewaschen; wichtig, da nach Gottesdiensten beim gemeinsamen „Kirchenkaffee“ noch zusammengesessen wird und auch für die Abendmahlsfeier, bei der oft Einzelbecher gereicht werden, ein geeigneter Raum zur Vorbereitung benötigt wird.
Der vorhandene, drei Stufen erhöhte Altarbereich wurde im Zuge der Baumaßnahme auf die gesamte Kirchenbreite erweitert. Anstelle der langen, oft leeren Kirchenbänke ermöglicht eine flexible Bestuhlung sowohl den traditionellen Gottesdienst (Reihenbestuhlung) als auch kleinere und freie Gottesdienstformen.
Anstelle der ehemaligen Warmluftheizung der Kirche, die zu starker Zugluft und hohen Schwankungen in der Luftfeuchtigkeit führte, wird die Kirche nun mit in Bänken integrierten Heizkörpern an den Längswänden beheizt.
Die Elektroverteilung und -verkabelung, die elektroakustische Anlage und die Beleuchtung wurden komplett erneuert, dabei wurden die kupfernen Pendelleuchten der 50er-Jahre erhalten und mit neuer Technik versehen, zusätzlich Wandleuchten und Bühnenstrahler eingebaut.
Alle Räume (mit Ausnahme der Empore) wurden durch die Umbaumaßnahme barrierefrei erschlossen. Der Höhenunterschied zur Mörfelder Landstraße wird durch eine ca. 5%ige Rampe überwunden, an deren Ende der neue Zugang zur Kirche
in Form eines Eingangsvorbaus mit Windfang entstand als Ersatz für den durch den Abriss des vorherigen Anbaus entfallenen ehemaligen Haupteingangs.
An der Nord-Ost-Ecke des Gebäudes entstand ein kleiner Kirchplatz im Anschluss an das Freigelände der angrenzenden Kindertagesstätte der Kirchengemeinde. So können die Freiflächen von Kirche und Kita bei Festen auch gemeinsam genutzt werden.
Am Ostermorgen, am 8. April 2012, wurde mit der Ostermorgenfeier der erste Gottesdienst in der neuen Osterkirche gefeiert.

## Orgel
Die Orgel wurde 1967 von dem Orgelbauer Heinrich Voigt (Frankfurt-Höchst) erbaut. Das Schleifladen-Instrument hat 26 Register auf zwei Manualen und Pedal. Die Spiel- und Registertrakturen sind elektro-mechanisch. Das Instrument ist in Anlehnung an Orgeln aus der Zeit von J. S. Bach disponiert.
| I. Manualwerk C–f3 |                 |       |
| 1.                 | Quintade        | 16′   |
| 2.                 | Principal       | 8′    |
| 3.                 | Mus. Gedackt    | 8′    |
| 4.                 | Oktave          | 4′    |
| 5.                 | Rohrflöte       | 4′    |
| 6.                 | Nasat           | 2 ⁄3′ |
| 7.                 | Sesquialtera II | 2 ⁄3′ |
| 8.                 | Waldflöte       | 2′    |
| 9.                 | Mixtur V-VI     | 2′    |
| 10.                | Trompete        | 8′    |

| II. Manualwerk C–f3 |              |        |
| 11.                 | Rohrgedackt  | 8′     |
| 12.                 | Prinzipal    | 4′     |
| 13.                 | Nachthorn    | 4′     |
| 14.                 | Oktave       | 2′     |
| 15.                 | Sifflöte     | 1′     |
| 16.                 | Zimbel IV 1′ |        |
| 17.                 | Krummhorn    | 8′     |
| 18.                 | Quinte       | 1 3⁄5′ |
|                     | Tremulant    |        |

| Pedal C–f1 |                 |     |
| 19.        | Subbass         | 16′ |
| 20.        | Oktavbass       | 8′  |
| 21.        | Pommer          | 8′  |
| 22.        | Rohrtraverse    | 4′  |
| 23.        | Gemshorn        | 2′  |
| 24.        | Rauschpfeife IV |     |
| 25.        | Posaune         | 16′ |
| 26.        | Clarino         | 4′  |

- Koppeln: II/I, I/P, II/P